# Second Generation
Second Generation è una raccolta dei Van der Graaf Generator pubblicata nel 1986 da Virgin Records in formato CD.

## Il disco
La raccolta contiene i brani più famosi della band dall'album Godbluff fino a The Quiet Zone/The Pleasure Dome.

## Tracce
1. The Undercover Man – 7:00
2. Scorched Earth – 10:10
3. The Sleepwalkers – 10:30
4. Pilgrims – 7:05
5. Still Life – 6:40
6. When She Comes – 8:00
7. Siren Song – 6:40
8. Cat's Eye-Yellow Fever (Running) – 5:00
9. Wondering – 6:30

## Formazione
- Peter Hammill: Voce, pianoforte, chitarra
- Nic Potter: Basso elettrico
- Guy Evans: Batteria
- Graham Smith: Violino
- David Jackson: Sassofono, flauto, voce di supporto
- Hugh Banton: Tastiere, basso elettrico, voce di supporto